# Acorigone
Genre
Acorigone est un genre d'araignées aranéomorphes de la famille des Linyphiidae.

## Distribution
Les espèces de ce genre sont endémiques des Açores.

## Liste des espèces
Selon World Spider Catalog (version 16.5, 24/07/2015) :
- Acorigone acoreensis (Wunderlich, 1992)
- Acorigone zebraneus Wunderlich, 2008

## Publication originale
- Borges & Wunderlich, 2008 : Spider biodiversity patterns and their conservation in the Azorean archipelago, with descriptions of new species. Systematics and Biodiversity, vol. 6, no 2, p. 249-282.